# 伯爵と妖精
『伯爵と妖精』（はくしゃくとようせい）は、谷瑞恵のライトノベルおよびそれを原作としたメディアミックス作品。イラストは高星麻子。コバルト文庫（集英社）より2004年3月から2013年12月まで刊行された。2009年時点でシリーズ累計部数は120万部を突破している。女性を中心に高い支持を集める、ファンタジー小説。
2007年6月と翌年3月にはドラマCDが発売され、2008年10月から同年12月までテレビアニメが放送された。また、2009年4月に5pb.よりゲームが発売されている。香魚子作画の漫画版が『ザ マーガレット』2008年10月号より連載された。

## あらすじ
物語の舞台は19世紀イギリスヴィクトリア朝の時代。産業革命により飛躍的に経済が発展し、鉄道が街中を走るようになったこの時代、人々は妖精が隣人だった一昔前のことなど忘れ去り、妖精はお伽話の中だけの存在となっていた。
妖精の姿が見え、話ができる少女・リディアは、亡き母の後を継ぎ「妖精博士（フェアリードクター）」としてスコットランドの片田舎に看板を掲げるも、ろくな依頼はなく、町の人々にも変わり者扱いされる日々を過ごしていた。そんなある日、父と共に復活祭（イースター）を過ごそうとロンドンに向かう船の上で、船室に潜んでいた謎の青年・エドガーに連れ出され、フェアリードクターとして彼の依頼を受けたことから、彼に関わる騒動に巻き込まれていくことになる。物語を通して次第に明らかになるエドガーの過去や、彼を狙う組織との戦い、数々の妖精がらみの事件などを通し、二人は少しずつ絆を深めていく。

## 登場人物
担当声優はドラマCD版・テレビアニメ版共通のもの。なお、「-」はドラマCDに登場しなかったことを示す。

### 主要人物
リディア・アシェンバート (Lydia Ashenbert) / 旧姓：カールトン (Carlton)
声：水樹奈々
本作の主人公。年齢17 → 19歳。鉄錆のような赤茶色の髪（エドガーのみキャラメル色と表現）と、神秘的な金緑色の瞳を持つ少女。赤ん坊の頃に妖精のチェンジリング（取り替え子）に遭い、すぐに母親によって救出されたが、妖精界の空気に触れたリディアの瞳は現在の金緑色に変化していた（元の瞳の色は不明）。勝気で物怖じしない性格だが、根は優しく底抜けのお人好し。
妖精の姿が見え、話ができる能力や、妖精に関する豊富な知識を活かし、古来より人間と妖精の仲立ちを担っていた『妖精博士（フェアリードクター）』になるが、故郷のスコットランドでは、能力を理解されず変わり者として敬遠されていた。ある日、父の住むロンドンに向かう道中で、アシェンバート伯爵と名乗る謎の青年エドガーと出会い、彼が本物の伯爵になるため協力を依頼される。無事に依頼を成功させ、正式に伯爵家当主となったエドガーからの要請により、リディアは伯爵家専属のフェアリードクターに就任する。エドガーからは日常的に口説かれていたが、当初は信用せずに頑なに拒否していた。しかし、様々な問題を彼と協力して解決していく中で互いに絆を深め、三度目のプロポーズを受け入れた。
リディアの亡母アウローラの一族には、島々の危機に目覚めるという救世主“予言者”の伝説と、その予言者の“許婚”となる娘を一族の中から選出する慣習があった。自らも許婚であった母は、娘リディアへの影響を危惧し、予言者の棺を解放して繋がりを絶とうとしたが、この時腕に抱かれていた赤ん坊のリディアが、母亡き今は予言者の力に触れた唯一の存在となり、予言者以外の男の子供を身ごもることができなくなった、とダネルに告げられた。また、予言者の魔力の源であるブラッドストーンは、アウローラが棺から回収してニコへと託したが、のちに妖精から受けた傷の治療のためにリディアが飲み込んでしまった。
結婚式を終え、晴れて夫婦となったエドガーとリディアは、エドガーの中に在る“災いの王子”を撃退する手掛かりを求め、伯爵家の領地である伝説の国「妖精国（イブラゼル）」を目指す。二人はそれぞれの目的のために一時的に別行動を取り、リディアは仲間と共に妖精国へ向かったが、プリンス組織に捕まったことで再びエドガーと行動を共にし、ついに妖精国へ上陸した。妖精国崩壊の一因であるドラゴンを妖精国の弓矢を使って鎮めることで、その魔力に繋がる“災いの王子”をも縛り付けることに成功するが、代償としてエドガーはプリンスに関わってからの全ての記憶を失うことに。エドガーが記憶を取り戻せば封印の力が弱まる危険があるため、妻であることを隠して友達として側にいることを決めたリディアは、一時でも苦しみから解放された彼の様子に安堵する一方で、彼との距離感を掴めずに困惑していた。また、最近の体調不良の原因として妊娠を疑うが、事実を告げられない今の状態でエドガーに知られてしまえば、独身で身ごもった女としてエドガーに軽蔑され、プロポーズも白紙に戻るのではと不安に思っている。結局、ある一件からエドガーに知られてしまったが、この不安は杞憂に終わった。しかし、子供が悪しき妖精の魔力を用いて身を守ろうとしたため、「出産すれば命を落とすかもしれない」とダネルに告げられる。しかし母としてわが子を産む決意をし、現在プリンスの力を引き継ぐエドガーとユリシスの遺体に宿って現れた我が子アルヴィンを見守っていたが、様々な事実を聞かされたアルヴィンの計略によってドラゴンの卵を使った毒を飲まされてしまう。苦痛は朱いムーンストーンの力で抑えられたものの、その命は少しずつ毒に冒されていくことになる。その過酷な状況下でもアルヴィンを信じ続け、最後はブラッドストーンの謎を解くことに成功する。
本編終了後アルヴィンを無事に出産し、シルヴァンフォード公爵夫人となった。さらにアルヴィン誕生から5年後、男女の双子を出産している。
エドガー・J・C・アシェンバート (Edgar.J.C.Ashenbert)
声：緑川光
年齢20 → 23歳。輝くような金髪と灰紫（アッシュモーヴ）の瞳が印象的な美貌の青年。貴族としての品格、洗練された話術や所作を備え、ロンドンの社交界でも注目を集める一方、ひとたび組織に入れば、その聡明さと圧倒的な存在感でリーダーとしての頭角を現すカリスマ的人物。少年期の苛酷な経験から、時には冷酷な一面も見せるが、本来は楽天的で子供のように無邪気な性格。
正統の地位と名は、シルヴァンフォード公爵家嫡男、モールディング侯爵エドガー・リーランド。滅びた王家の血を継ぐ彼の存在は、王座奪還を企む闇組織の長“プリンス”（後述）の後継者に最適な器として密かに狙われており、13歳のある夜に家屋敷を襲撃され、一夜にして全てを失った（世間では屋敷の火事が原因で全員死亡として扱われたため、公爵家は後継者不在のまま現在も空位である）。組織があるアメリカへと拉致され、次期“プリンス”になるための虐待と洗脳の苛酷な数年間を耐えたのち、組織で出会ったアーミン・レイヴン姉弟ら仲間を連れて組織から脱出した。逃亡中多くの仲間を失うも何とか組織の追跡を逃れ、ギャング団を結成して資金を蓄えたのち、組織の目を欺き、姉弟を連れて数年ぶりに故郷・英国へと帰国を果たした。
英国での新たな地位として、300年間当主不在であるアシェンバート伯爵家当主『妖精国伯爵（アール・オブ・イブラゼル）』の地位に目を付け、伯爵の証である「メロウの宝剣」を手に入れるため、フェアリードクターのリディアに接触する。彼女の協力により正式に伯爵として認められたが、実際の血縁者ではないエドガーに妖精と接する能力はなく、半ば強引にリディアを雇った。なお、“青騎士”は初代伯爵の名前であり、英国での正式な称号ではないが、妖精の間ではこちらの方が知れ渡っている。
多くの女性と関係を持ちながらも、特別な存在を作ることは避けていたが、リディアと出会い、彼の冷酷な面を知ってもなお、懸命に自分を救おうとするリディアの優しさや強さに触れるたびに、急速に彼女に惹かれていく。生来の女好きや過剰な愛情表現が今ではリディア一人に集中し、その溺愛ぶりは周知の事実となっている。エドガー自身、リディアに出会うためなら、今までの苛酷な日々もただの通り道だと感じるほど、彼女を深く愛している。
プリンスの魔力継承を阻止するため組織に潜入したエドガーは、突如危機に陥ったリディアを救う唯一の手段として、破壊する予定だったプリンスの魔力の核（フレイア）を自らの中に取り込んだ。そのため自我を保ったままではプリンスとしては不完全だったものの、混在する敵からリディアを守る力を求め、核に眠る“災いの王子”の記憶に触れるほど、プリンスに近づく危険を背負ってしまう。リディアとの幸せな未来を掴みとるため、自らその封印を解き、戦う決意を固める一方で、最悪の事態に備えて自決用の毒を懐に忍ばせるなど、全てを自分が引き受ける覚悟も固めていた。冷酷なプリンスを演じて組織に内部からダメージを与えたのち、リディアと共に崩壊の危機に瀕した妖精国に辿り着く。しかし、妖精国を救うためにルビーの魔力を使ったことで、その魔力に繋がる“災いの王子”は再び封印され、同時にエドガーはプリンスに関わった夜から十年分の記憶を失ってしまう。
そうしてリディアのことも忘れてしまったが、恩師の娘でただの友達であるはずの彼女に惹かれている自分の想いを自覚し、彼女の許婚を名乗る男がいることを承知で、記憶を失う前に彼自身が宣言した通り、リディアにプロポーズをした。その後、リディアの妊娠を知って一時苦悩するが、最後には「リディア以外との将来は考えられない」「子供と2人で家族になって欲しい」と改めて思いを告げた。
リディアがロンドン橋でテランにさらわれた一件で倒れたため、「『朱い月』の関係者の屋敷だから安全」とロタ達に連れてこられた屋敷（今は無人の自宅）で日々を過ごすようになったある朝、なんとなく足が向いた小サロンにて、埃避けの布が掛けられていた妖精女王の絵（エドガーがポールに依頼し、リディアに似せて描かれたもの）を見つけたことをきっかけに、「この部屋にいると何故か充足感を覚える」という既視感から記憶を取り戻しかけたが、それに気づいたリディアによってスターサファイアの力で記憶回復は抑えられた。しかし、その記憶は次第に鮮明になってきており、アルヴィンがドラゴンの頭から魔力の矢を引き抜いたときに全ての記憶を取り戻す。
以降はリディアとアルヴィンを守ることを最優先にしていたが、ある一件から、「朱い月」を使って裏工作した上で、「チェンバレン主教が悪魔崇拝者である」というゴシップを匿名で大衆紙の記者にもたらすなどの攻めに転じた。ロンドン塔でのアルヴィンとの戦いの中、アルヴィンからファイアアゲートを密かに渡されたことで彼の意図に気づき、アルヴィンにプリンスの魔力を渡す。その後、リディアがブラッドストーンの謎を解いたことでアルヴィンとリディアからプリンスの魔力とオニキスの魔力は消えうせたため、朱いムーンストーンと宝剣の矢、ファイアアゲートを使い、当初の目的である結界の強化に成功する。
ロンドン塔の事件の後、本来受け継ぐべき爵位であるシルヴァンフォード公爵位を授けられることになった。女王は、リーランド姓に戻るならば生まれてきた子供に妖精国伯爵位を授けるという。しかし、それでは伯爵位を継ぐ家系がリーランド家になってしまうため、エドガーは「ジュリアス・アシェンバートとリーランド家の先祖が共に航海に出て行方不明になった」という記録と、「妖精国伯爵の証明は宝剣によってのみ為される」という暗黙の了解を利用して、「航海に出た者の子孫」という系図をでっち上げることを黙認してもらい、アシェンバート姓のまま公爵位を継ぐことを考えている。
本編終了後にアシェンバート姓のままシルヴァンフォード公爵位を継承したものの、領地の館はかつての放火で狩猟館以外がほぼ焼け落ちており、両親や先祖の眠る墓地への門はある事情から閉ざされていたが、古城のあった場所に新たな屋敷を構え、墓地への門を開く鍵も紆余曲折の末に手に入れることが出来た。
レイヴン (Raven)
声：杉田智和
18歳 → 20歳。エドガーの従者でアーミンの異父弟。褐色の肌に黒髪の少年。黒に近い深緑色の瞳の奥には、ズキンガラスの姿をした三位一体の戦いの女神のうちの1体「モーリグー」と、それを封じるために昔の青騎士伯爵が遣わした、ハディーヤ王家に仕える蛇の姿をした魔物の精霊がいる。
植民地化される以前に存在したセイロンの小国ハディーヤで、王に仕える魔物の精霊を宿して生まれた彼は、幼い頃から非常に高い戦闘能力を持っていた。姉のアーミンとともにプリンスの元へと売られ、殺人兵器として教育されていたが、仕えるべき王のいない精霊の暴走に支配され、手当たり次第に殺戮を繰り返していた。そんな彼の身を案じたアーミンは、仕えるべき主人としてエドガーと対面させる。エドガーは精霊ごと彼の主となり「レイヴン（大鴉）」という名を与えたが、そこには「これからはレイヴン自身が女神や精霊を動かす存在になれ」という意味がこめられている。以後レイヴンはエドガーに絶対的な忠誠を誓う従者となった（“サー・ジョン”と呼ばれた頃のエドガーが、百人殺しの殺人鬼と言われていたのは、彼を連れていたため）。
感情を表現するのが大の苦手で、常に無口で無表情である。根が純粋で正直な上に、気を使うという人間的な配慮が苦手なため、訊かれたことに対し思ったことをそのまま口にしてしまうが、悪気はない。基本的に主人以外の人間に関心はなく、数多くいたエドガーの昔の恋人については、彼の所有物程度にしか考えていなかったが、リディアに対しては少しずつ心を開き、彼女を一人の人間として信頼するようになっていく。そのため、普段はエドガーに絶対服従の彼だが、リディアに関することではエドガーに意見したり、無言の抵抗をする事もある。表情ではわからないが、エドガーとリディアの結婚を心から喜んでおり、結婚式当日は「こんなに楽しい日ははじめて」と言っている。現在はトムキンスの元で執事としての勉強をしている。
アメリカにいた頃は、主人のエドガー以外は気にも留めない言動が周囲の仲間の不信感を募らせ、誰とも友情関係を築けずにいたが、お調子者で薄情だがさっぱりとした性格のニコとは奇妙な友達関係が成立している。また、鋼に触れられなくなった姉のために銀製のナイフを得物として用意するなど、セルキーとなってからも彼女を大切に思っていた。
アニメでは戦闘時、魔物の力が宿った左目が光を帯び、彼が動くとそれが瞬間的な軌跡として見える。
ニコ (Nico)
声：優希比呂
灰色の長毛猫の姿をした妖精。服を着て二足歩行し紳士を気取っている。身だしなみと食べ物にはこだわりを持っている。猫扱いされることを極度に嫌い、「おれは猫じゃねえ」が口癖となっているが、猫のように撫でられると力が抜けたり、マタタビにも弱かったりと、習性は猫そのものである。エドガーにはそれら弱点を利用され、簡単に買収されたり、時には八つ当たりとして猫のように喉を撫でられることもしばしばである。
かつてはリディアの母アウローラの相棒だった。リディアが生まれた時に、彼女が大きくなるまで見守ることをアウローラと約束したため、リディアの結婚後は故郷に帰ることも考えていたが、リディアの強い希望により彼女の側に留まることを決める。リディアが飲み込んだブラッドストーンに関する秘密を彼女に話せずに一人（匹）で悩んでいたが、レイヴンに促され、リディアに打ち明けた。
妖精としての能力は決して高くはないが、自分の姿を消せたり、妖精や妖精界に関する知識でリディアをサポートしている。性格はお気楽で、危険を察知するといち早く逃げ隠れる薄情な部分もあるが、リディアを大切に思っており、彼女の本当の危機には誰より胸を痛めている。また、レイヴンとは少々ずれてはいるが、円満な友人関係を形成している。
終盤でロンドン塔地下の妖精界に潜り、ファイアアゲートを持ち帰ろうとした際、テランの身体を利用していた悪しき妖精のフェアリードクターによって魔力を奪われ殺されかかったが、アルヴィンによってその直前に出逢い、彼らに利用される形で死んでしまった子猫の体に移し変えられた。そのため、本編終了直前から短毛の手足だけが白い黒猫（いわゆる靴下猫）の姿をしており、ネクタイなどはケリーにサイズを直してもらっている。
ケルピー (Kelpie)
声：子安武人
リディアの昔なじみの妖精。性格は横暴だが、リディアに対しては優しい。リディアをスコットランドへ連れ帰ろうと、ロンドンまで追いかけてきたまま、ずっと彼女の周辺に居ついている。人前では長身で黒い巻き毛の美青年の姿をしているが、正体は持ち前の美貌と魔性の目で人間を惑わし、水底に引きずり込んで、苦手な肝臓以外を食べてしまう獰猛な水棲馬。なお、「ケルピー」は水棲馬の呼称で、彼自身に名前はない。
水棲馬は悪しき妖精（アンシーリーコート）の一種で、基本的には人間も食糧として見ていたが、人間に恋をした弟の一件でリディアと知り合い、水棲馬である彼を恐れず、種族ではなく彼自身を見てくれるリディアを気に入った。彼女と一緒に暮らす事を望み、求婚を何度も断られながらも、気にせず彼女の周辺にいついている。
リディアの安全を最優先に考え、彼女の危機に度々駆けつけては救い出している。ただし、リディア以外の人間には基本的に興味がないため、周囲に他に人間がいても、迷わず見捨てる。彼自身がリディアを「水棲馬を手に入れた最初のフェアリードクター」として認め、その姿勢は彼女が結婚したあとも変わっていない。また、エドガーがプリンスを受け継いだことを知りながらも、リディアの意志を尊重し、結婚を反対せず見守っている。
最近では、常にエドガーや仲間に囲まれているリディアより、その立場上単独での闘いを強いられているアーミンを気にかけ、度々彼女の前に現れては、窮地を救ったり助言をしている。また、ファイアアゲートを見つけ出した彼女の最期の願いを聞き届けた。
リディアの出産後も彼女の近くで生活しており、5歳まで成長したアルヴィンにはやや怖がられているが、なんだかんだで面倒見の良さを発揮している。
アーミン (Ermine)
声： - / 大原さやか
エドガーの元従者。長身で誰もが認める美女だが、戦闘時に動きやすいよう常に男装をしている。レイヴンの異父姉だが、彼とは異なり肌は白い。
レイヴンと共に奴隷としてプリンス組織に売られ、そこでエドガーと出会う。ほどなくして彼に恋心を抱くようになるが、エドガーを苦しめるためだけに彼の眼前でプリンスに陵辱され、心に深い傷を負った。数年後、エドガー達と共にプリンス組織から逃亡するが、彼が望み通り伯爵の地位を手に入れることで、ただの主従関係になってしまうのを恐れ、逃亡という形でも特別な存在として彼の側に居られる事を望み、しばらく見逃してもらう交換条件としてプリンスのスパイをしていた。しかしリディアの協力で、入手不可能と思われた宝剣に着実に近づいているのを感じたアーミンは、裏切りを告白した後で、プリンスとエドガーの繋がりを断ち切るため、エドガーが宝剣を手に入れるのを見届けずに、海に身を投げた。
一度は命を落としたアーミンだったが、ユリシスの手によってアザラシ妖精（セルキー）として蘇り、リディア達の前に現れる。しかし、仲間でありながら裏では不審な動きを見せ、エドガーがプリンスになったのも、間接的には彼女の行動が影響していた。真意が見えないことから微妙な立場に置かれていたが、のちにそれらのスパイ活動は、エドガーを生き残らせるために示したフランシスの指示によるものだったことが判明する。アーミンがセルキーの命である毛皮をエドガーに託していることから、彼女がどこに身を置こうとも、魂は永遠にエドガーに属しているのだろうとリディアは感じている。現在でもエドガーやリディアをサポートするために単独行動を取ることが多いが、ケルピーには何度か窮地を救われる中で関わりを持つことが多く、特定の人間に対して同じ想いを持つ同志として、信頼し始めている。また、アーエスの指示でロンドンへやってきたマーメイド・ローザと妖精国での異変（ユリシスの遺体が何者かを宿して動き回っていること）を告げに来たメロウ・ジェットとともに、ブラッドストーンと対になるはずのファイアアゲートを探す旅に出ることになった。その過程でかつて世話になった老セルキーから話を聞き、そのことを知っているのがリディアの持つ「セルキーの心臓」の本来の主である可能性を伝えられ、ロンドンへ戻る。そしてセルキーの能力でリディアの持つアクアマリンから得た情報を基に、ロンドン塔地下の妖精界を捜索する一行に加わり、無事にファイアアゲートを見つけ出すも、地上で火事が起こったことをきっかけに崩落し始めた場所に取り残される。旅の間自分の毛皮を持ち歩いていたため、その心は次第に妖精へと近づいていたが、「最期は人として逝く」ことを、一緒に来ていたケルピーに頼み、後を託した。
アニメでは開始時点ですでにセルキーになっており（故にマナーン島で彼女が関係する出来事はない）、ユリシスの元にいる。そのため、リディアはアーミンについて名前しか知らない。
ポール・ファーマン (Paul Ferman)
声：神谷浩史
妖精画をメインに描く、駆け出しの青年画家。年齢はエドガーより3,4歳上。薄茶色のくせ毛が無造作に伸びており外見にはこだわらない様子。優しげな外見通りの温和で天然な性格で、周囲の人間からは好かれている。義賊団「朱い月（スカーレットムーン）」のメンバーである。
ポールが16歳の時、実父である画家オニールの弟子としてシルヴァンフォード公爵家に滞在しており、公爵家の若君だったエドガーと知り合った。当時のポールは、自分に絵の才能がないことを憂い、詩に対しての興味の方が強かったが、少年だったエドガーに「思いついたことを文字ではなく絵にする君が、画家にならないなんてもったいない」と諭され、改めて自分の絵に対する思いを知る。いつか思い通りの絵が描けたらエドガーに捧げると約束し、二人は別れたが、その後間もなくプリンスの陰謀によって公爵家は滅ぼされ、エドガーはアメリカへと連れ去られた。一方のポールも、父親のオニールとともにプリンスに狙われたが、彼だけは助かり「朱い月」に保護され、画家ファーマンの養子となる。
それから10年近くの歳月が過ぎ、画家として作品を出品していた展覧会にて、アシェンバート伯爵となったエドガーと再会する。エドガーに公爵家の若君の面影を感じながらも、死んだはずの若君と同一人物であるとは思わず、そればかりかエドガーをプリンスの手先と勘違いした「朱い月」のメンバーに指示され、エドガーを暗殺するための毒薬を渡される。一時は暗殺を決意するが、エドガーの言葉により、彼が死んだはずの公爵家の若君と同一人物であると気付き、寸前で思いとどまった。エドガーを心から尊敬し、互いに信頼しあい友情関係を築いていく。
ロタのことを、知り合った当初はエドガーの元恋人だと勘違いしていた。誤解が解けた今では、友人以上に女性として意識している様子。本編終了後に絵の技術を学ぶためパリへ渡ることが決まり、身分違いであるためロタには何も言わないつもりだったが、エドガーに背中を押されてついに告白した。
ロタ (Charlotte / Carlotta)
声：広橋涼（『Cobalt』2012年11月号、2013年1月号全員プレゼントドラマCD）
本名はシャーロット、イタリア語ではカルロッタで、ロタは愛称。コーヒー色の長い髪を、ロープでポニーテールに束ねている。祖父の代に崩壊したクレモーナ公国の姫君だったが、彼女が三歳の時、両親とアメリカへ向かう途中に船が難破。彼女だけは海賊に助けられ、その娘として育てられた。そのせいか男勝りの気性を持ち、操船にも詳しく、祖父と再会して大公の孫娘として生活している今でも、基本のスタイルは変わらない。
エドガーとは、アメリカで彼が“サー・ジョン”を名乗っていた時に知り合った。お互い相容れない存在で、顔を合わせれば憎まれ口を叩き合うような関係ではあるが、彼のリーダーとしての資質は認めている。一方、どんな女性も淑女扱いし愛嬌を振りまくエドガーが、味方でありながら邪険に扱う女性として希少な存在である。更には、ロタがいるとリディアが自分を構ってくれなくなる、との理由から、吹雪の中に放置されるなど、エドガーからは理不尽な扱いを受けることも多い。
リディアとはエドガーを通じて知り合ったが、竜の花嫁にされたロタの友人を救い出すために協力した縁で、親友同士になる。頻繁にリディアの元へ遊びに来ており、そのまま騒動に巻き込まれることも多い。リディアの危機とあらば率先して首を突っ込み、時には身代わりになろうとする、リディアに負けず劣らずのお人好し。
本編終了後に祖父が老いと病が原因で体調を崩しがちになり、外出すら控えていたが、祖父が亡くなった際に生家である城のカギを託され、「アメリカ生まれのイギリス人でスレイドの養女」という身分証を得てかつてのクレモーナ公国を見に行く旅に出ることを選ぶ。
フランシス・ド・フィニステール (Francis de Finistere)
波打つ銀色の長髪と、隻眼の黒い眼帯が印象的なフランス人の青年医師。風貌が与える印象とは対照的に、物腰が柔らかく人当たりがいい。楽天的で女好き。見た目は20代の青年だが、実際は百年程前から歳を取っていない。
その素性は海に沈んだ王国・リオネスの末裔。自由奔放な王子フランシスは、ある時ブルターニュを訪れ、そこで出会った美しい娘に恋に落ちた。ダイアナという名のその娘の正体は、妖精国の女伯爵グラディス・アシェンバートであり、大きな戦いに備えて援軍を要請するため、ブルターニュを訪れていたのである。相思相愛になった彼女に結婚を申し込むが断られ、諦めきれずに彼女を故郷リオネスへ連れて行った。ダイアナはフランシスとの子供を身ごもっており、死地に赴こうとする彼女を必死に引き留めるが、彼女は去ってしまう。そしてダイアナを失ったショックから自暴自棄な生活を送り、戦争に志願して片目を失った。
のちにダイアナからの長い手紙を受け取り、死産した子供の墓を訪れた。一面朱いフォックスグローブに覆われた墓所の下には、伯爵家の男子しか扱えない妖精国最強の武器、朱いムーンストーンが隠されていた。妖精国の命運を左右する秘宝が、二人しか知らないこの場所に隠されていたことで、フランシスはダイアナに託された願いを知った。いつか現れる伯爵家の後継者を見定め、その者に渡すまで、この秘宝を守ること。そしてその者を無事妖精国へ導くことを。そこで秘宝を眼帯の奥に隠して肌身離さず守り、妖精の魔力を受けて時の止まった変わらぬ姿で、伯爵家の後継者が現れる日を長い間待ち続けていた。
それから長い年月を経て、ようやく現れたメロウの宝剣を持つエドガーは、しかし伯爵家と血縁はなく、それに付随する能力もなかった。もしもエドガーがプリンスになれば、少なくても伯爵が本来持つ力の半分は得られるが、そのためにはプリンスの魔力を取り込んでもなお、自分を失わない強い意志の持ち主でなければならない。フランシスは密かにエドガーを試し、彼に賭けることを決めた。エドガーの従者だったアーミンに近づき、彼女にフレイアを盗ませて、エドガーがプリンスになるよう仕向けたのである。
その後、エドガーとリディアに直接接触し、彼らの絆の強さを知ったフランシスは、伯爵家の臣下となり夫妻に忠誠を誓った。近くで彼らを見守り、頼りにならない能天気な仲間を装い（？）ながらも、要の場面ではさりげなく彼らを導いていたが、最近ではエドガーに少しずつ自分の秘密を打ち明けるなど打ち解けはじめていた。
妖精国で記憶を失ったエドガーをリディアに任せ、一度ロンドンに戻ったが、プリンス組織に捕まり、テランによって悪しき妖精の力を使った毒の実験体にされてしまう。しかし、毒を作ったため口封じとしてその毒で殺された男の協力を得てエドガー達に毒の存在を伝える、テランの命でロンドン橋まで連れ出したリディアを自分の命と引き換えに橋の中の妖精界に逃がそうとする（これはリディアに止められ、彼女がテランの手に落ちることになった）など、協力の姿勢は崩さなかった。最後はテランの魔手から脱出し、「長い間隠し持っていた朱い弓のムーンストーンの力で毒を抜けるかもしれない」と妖精国へ戻っていった。そこでユリシスの遺体が歩き回っていることをメロウたちから聞かされ、そこに宿っているのがエドガーとリディアの子供であることを確かめると、ドラゴンの頭を鎮めている朱いムーンストーンの持ち出しを見届け、彼を連れ帰る。
アルヴィン
エドガーとリディアの間の子。ある事情から妖精国に安置されているユリシスの遺体に魂が宿り、国内を歩き回っていたところをフランシスに連れ帰られる。そして出会ったエドガーから「妖精の友」を意味する「アルヴィン」という名を授けられた。本編中では胎児であるため性別は不明（しかし、プリンスの器候補であることから男性であると推測される）。プリンスの魔力を一部受け継いだため、最初から悪しき妖精の力を使うことが出来るが、フィル・チリースの加護も受けており、リディアがかつて飲み込んだブラッドストーンの使い手として、また朱いムーンストーンの弓の正当な使い手として覚醒しつつある。
しかし、テランの身体を使った悪しき妖精のフェアリードクターから、父親がプリンスであることや、自分が生まれる時は母が命を落とすことを告げられ、苦悩の果てに両親を救う最後の手段として、一時敵方に寝返って母にドラゴンの卵から作った薬を飲ませ、プリンスの力を引き出した父から魔力を奪い取った上で母の体内のオニキスの魔力と共に果てる覚悟を決めた。気絶しかけているニコがレイヴンと彼を見間違えたことでファイアアゲートを手に入れて父との決戦に臨むが、戦いの中でファイアアゲートを密かに父に渡した。その後、エドガーからプリンスの魔力全てを受けたことで「真のプリンス」として覚醒し暴れるが、リディアがブラッドストーンの謎を解いたことでその力を使えるようになり、プリンスの魔力とオニキスの魔力の両方を消すことに成功。それがきっかけとなり、ユリシスの遺体から魂が抜けた。
その後、父譲りの金髪と母譲りの妖精を見る能力を持つ妖精国伯爵の後継者として誕生した。

### プリンスの組織
プリンス (Prince)
負の魔力を統べる闇の支配者。アンシーリーコート（悪しき妖精）の主人として無条件に支配する唯一の力をもち、プリンスが存在するだけで世界中のアンシーリーコートや闇組織が活性化するほど、負の部分において絶対的な影響力を持つ。
最初のプリンス“災いの王子”は、スチュアート王家の御落胤である双子の赤子の兄だった。スチュアート家の王座奪還を企てる反逆者達によって、アンシーリーコートから抽出した養分を飲まされ、作り出された。この赤子は、魔術を直接施された影響で、成人するまで生きられないと言われており、スペアとして心を破壊された弟の体が用意された。これ以降、プリンスは体を換えて存在し続けたが、移植されるのは早世した“災いの王子”の記憶であるため、エドガーの精神内部に現れる際は少年の姿をしている。このプリンスは、後に戦いの女神バウの力を借りて英国襲撃を実行したが、時の青騎士伯爵であるグラディスによって女神を封じられ、英国を追放された。
新しい体は、スチュアート家の血を継ぐ若い人間の中から選ばれ、その者にプリンスとなるべき洗脳教育を施すとともに、あらゆる精神攻撃で元の自我を破壊し、最後に核となる“災いの王子”の記憶を移すことで完了する。記憶と融合した体は、それに付随する魔力を得て最初の“災いの王子”に限りなく近いプリンスとして出来上がるが、それでも全く同じ性格にはならない。早世した“災いの王子”の精神は成長途中であったため、融合した体が歳を重ねるごとに、元々の体の持ち主の自我や資質が影響される。ともあれ、体を換えても移植する魔力や記憶は同じ人物のものであるため、世襲で起こるような能力の差に伴う混乱もなく、闇の世界でのプリンス組織の影響は増すばかりであった。しかし、体を換える度に血が薄まっていく影響で、魔力や記憶を直接引き継ぐ力は失われ、四人目からは「フレイア」という蛍石が使われたために、エドガーに横取りされる形になった。結果的に五代目のプリンスを継承する形になったエドガーは、先代までに徐々に薄まってしまったスチュアート家と英国王家、双方の血を受け継ぐ由緒正しき貴族であり、プリンスとしては理想的な体であったが、自我が破壊される前に逃げ出したため、プリンスとしては不完全であった。しかし同時に、エドガーが完全なプリンスとして覚醒した時は、元々彼の持つ資質により、今までにない強大な支配力を持つプリンスになると危惧されている。
ユリシス･バーロウ (Ulysses Barlow)
声： - / 宮野真守
プリンス組織の幹部の少年。リディアと同じように妖精に接する能力を持つが、能力的にはリディアをはるかに上回る。
最初のユリシスは三百年前の史実上最後の青騎士伯爵であるジュリアス・アシェンバートの庶子の子孫だった。伯爵家では庶子の子孫に限り魔力が封印されており、通常は成長するとその魔力も失われるが、一方で伯爵家の正統な後継者が絶えた場合は、庶子の子孫から選ばれた者が伯爵位を継承する決まりがあった。しかし、正統な血筋は百年前のグラディスで絶え、妖精国へ行くための条件となるアクアマリンを持って生まれたにも関わらず、伯爵家からの迎えが来ることはなかった。二十歳の時に病気に罹り、病を押して辿り着いたリオネスで、妖精国への道しるべを得るためには宝剣も必要であることを知る。宝剣を探すだけの体力も時間もなく、絶望的な状況に置かれたユリシスを救ったのは、プリンスだった。庶子の子孫であったがために封印されていた彼が本来持つ魔力を、プリンスが解放したことにより、甥の体を新たな体として得ることができた。プリンスの狙いは、新しい体に換えるための「フレイア」（蛍石）を得るため、伯爵家の能力を持つ者を仲間に引き入れると同時に、ユリシスを除く庶子の子孫を全て抹殺し、伯爵家の後継者を断つことが目的であったが、プリンスに命を救われたユリシスは、これ以降、本来敵であるはずのプリンスに忠誠を誓い、側近として組織に身を置いていた。
エドガーがプリンスの元にいた頃の二人目のユリシスは、宝剣を受け取りに行った際にメロウとの対面は果たしたものの、謎を解く詩の最後の意味を理解できずに、メロウによって海に引きずりこまれ殺された。
現在の少年の姿をしたユリシスも、プリンスと同様に元々の自我を攻撃されているが、それでも少年の自我は残っており、少年が可愛がっていた牧羊犬を、後に黒妖犬のジミーとして甦らせて側に置いていた。最初のユリシスの影響で妖精国には並々ならぬ執着を見せており、かつての自分を伯爵として迎えなかった妖精国の崩壊を望んでいると語っていた。しかし、危機に瀕した妖精国を救うため、伯爵家の血を引くユリシスにしか扱えない弓矢をエドガーに託された時、ユリシスは戸惑いながらもそれを引き受けた。矢の魔力に抗ったドラゴンの最後の抵抗で炎の玉が降り注ぎ、もはや魂だけになったジミーがユリシスの前に立ち塞がったが、かつて牧羊犬だったジミーを守れなかった後悔から、逆にユリシスがジミーを庇い、命を落とした。
その後、妖精国の墓地に遺体が安置されたが、国内を歩き回っているところをメロウ達に目撃される。これは、両親を守り、マッキール氏族の予言を果たすべく、リディアが身ごもっている胎児の魂が一時的に遺体に宿ったため。最後は悪しき妖精の魔力から胎児が解放されたためただの遺体に戻り、エドガーの決定でアシェンバート家の者として埋葬されることになった。
テラン
プリンス組織の幹部で、ユリシスと対立している妖術師。ひょろりと背は高く、目深にかぶった帽子の下の額には目立つ傷がある。妙に大きな目鼻が中世の図像で見る悪魔を連想させる容貌。姿形は人間と変わらないが、妖精の中でも最も恐ろしいと言われるナックラヴィーと人間の間に生まれた半妖精であり、本性は非常に残忍で冷酷である。双子の弟がいるが、弟は兄とは正反対で、ナックラヴィーの姿で生まれ、知能も低い。人間の姿に変身しても一つ目という異形な姿だが、人の心を持っている。
最初のプリンスである“災いの王子”を生み出した人物が、プリンスの手足として働く者が必要と考え、ナックラヴィーに人間の女を襲わせ、テランたち半妖精の兄弟を生み出した。しかし、増長させると危険と判断されていたのか、その後のプリンスからは退けられていた。精神状態が不安定だった弟が、人の心を忘れて完全なナックラヴィーになるまで、テランは弟を隔離していたが、その存在を危険視したユリシスによって、弟を隠されていた。弟を見つけ出したテランは、兄ではなく主人としてナックラヴィーを使役し、再び組織の重鎮に返り咲いた。　
エドガーの人格を消し去り、プリンスを完全に覚醒させるために、リディアを残忍な形で殺害することを目論んでいたが、失敗に終わる。現在は“災いの王子”やテラン自身を作り出した邪悪な魂と手を組み、リディアが体内に持つブラッドストーンを狙っている。最後は不死の体を欲した悪しき妖精のフェアリードクターに乗っ取られてしまう。
バークストン侯爵
プリンスの部下。エドガーの母ジーンメアリーの許婚。
スチュアート家の血を引いていることから、次代のプリンスにふさわしい器を生み出す為ジーンメアリーの許婚とされた人物。親に決められた結婚ではあったが、初めて許婚と会った時から恋焦がれており、結婚する日を心待ちにしていた。しかしシルヴァンフォード公爵に許婚を奪われ、プリンスが、彼とジーンメアリーとの間に生まれるはずだった息子よりもシルヴァンフォード公爵との間に生まれた息子のほうが次代の器となるにふさわしいと気付いたため、許婚を取り戻す事は出来なくなり、憎しみのあまりシルヴァンフォード公爵がローマから持ち帰るはずだった“デイドリーム”（後述）を盗み出した。
デイドリームが盗み出された後、ジーンメアリーに慰めの手紙を送り続けるが、このことが夫と不仲になる一因になってしまったことから彼女からは激しく憎まれていたのだが、本人はシルヴァンフォード公爵さえいなくなれば自分の下に許婚が戻ってくると思い込んでおり、この事を知っていたエドガーは復讐に利用した。
エドガーの策略に嵌められ、結果的にプリンスを裏切ってしまい、エドガーの実父の名誉を回復させた後に死ぬように脅迫され、デイドリームをバッキンガム宮殿に届けた後、猟銃を手入れする事故によって死亡したと公表された。
ウルヤ
褐色の肌に黒い瞳、長い黒髪をもつ中性的な人物。性別は女性だが、家を継ぐ男子が生まれなかったため、長女である彼女は結婚するまで男性として育てられた。
レイヴンらと同郷であるハディーヤの出身で、彼らの王の子孫にあたる血筋。故郷の土地を取り戻すというプリンスに唆され、カールトン教授の教え子という立場からリディアに近づく。
ブラックダイヤ“ナイトメア”（後述）の粉砕で解き放たれた夢魔を飼いならすため、魔力に耐性のあるウルヤは夢魔の器としてプリンスに利用される。ハディーヤ王家に忠誠を誓う精霊を宿したレイヴンを、透輝石を利用して意のままに操るが、エドガーが本当の主であることを思い出したレイヴンの手によって、最期を迎える。
チェンバレン主教 (Chamberlain)
鷲鼻が特徴的な初老の男性。国教会の主教という高位聖職者でありながら、悪魔崇拝サタニズムの教団の主催者でもある。
「朱い月」のメンバーだった画家が、チェンバレンの主催する教団の黒ミサを覗き見て絵に描いていたため、画家を殺害し、罪をスレイドと「朱い月」に被せて証拠隠滅を図ろうとした。しかし、悪魔を従えるために行った召喚の儀式をエドガーとリディアに阻止され、悪魔召喚は失敗に終わる。チェンバレンは正体を隠して逃亡を図るも、絵に描かれた主教が左利きであったことからエドガーに正体を見破られ、見逃すかわりに今後一切、「朱い月」に干渉しないというエドガーの交換条件を了承した。
プリンスの組織と繋がりがあり、悪魔召喚の失敗後に接触してきたユリシスから、エドガーこそが新しいプリンスであると知らされる。同時に、国教会を廃し、悪魔信仰の教会を樹立するという望みを叶えたければ、組織の意向に従うよう釘を刺される。しかし、終盤になって攻めに転じたエドガーが上述の絵のスケッチを基にした贋作を利用した策を使ったため破滅させられかかり、結界の要であるロンドン塔で騒動を起こすが結局はエドガーとリディアによって収められてしまった。
キャスリーン (Kathleen)
18歳。ハニーブロンドで抜けるように白い肌、不自然なまでに紅い唇、おとなしく儚げな微笑など、上流階級の娘としての理想を兼ね備えた容貌の持ち主。
エドガーの生家シルヴァンフォード公爵家の親戚にあたるコリングウッド伯爵家の令嬢。彼女の両親は、プリンス組織の陰謀による公爵家屋敷の大火災に巻き込まれ、エドガーの両親ら一族と共に死亡したが、彼女自身は風邪をこじらせて屋敷へは来ていなかったため、災難を免れた。エドガーはその火災で死亡として扱われているため、公爵家の血縁者の中では、最も当時の公爵に近い存在とされている。女性であり、直系でもないキャスリーンに公爵位を継ぐ資格はないが、他に後継者がいない以上、彼女が男子を産めば、シルヴァンフォード公爵家の跡取りとなる可能性がある。そのため、彼女が名門出身のグランディ卿と婚約したことで、シルヴァンフォード公爵家再興を狙ったものではないかと、世間では注目された。
シルヴァンフォードの相続権にかかわるキャスリーンに以前から目をつけていたプリンス組織は、両親を失い、親戚の家で肩身の狭い思いをしていた彼女に接触する。その際キャスリーンは、幼い頃に一度だけ会った初恋の人、公爵家の若君エドガーが実は生きていることを知らされ、彼が再び英国に戻った時の花嫁となるべく、プリンス組織からの教育を受け入れる。彼女はその組織が一族を殺害したことを承知で、エドガーのために一流のレディになろうと努力してきた。
しかし、「運命の人」と信じていたエドガーは、再会する前にすでに結婚していたため、その憎悪は彼の妻リディアに向けられた。リディア排除を目論む派閥と結託し、リディアを陥れ、最終的には殺害まで企てるも、エドガーに阻止される。再びプリンス組織のもとへ戻されたキャスリーンは、「未来の王妃」として再教育される事となる。組織の実態をなにも知らないキャスリーンはテランにプリンスとして組織に君臨したエドガーの婚約者と決められたのを、「殿下」がリディアに飽きて自分の方が結婚相手としてふさわしいと気がついてくれたと思い込んでいた。
クローク
元少佐で、軍では諜報機関に属しながらプリンスの組織にも属する二重スパイ。プリンスの指示で公爵家にエドガーの家庭教師「ゴールディン」として潜入、女王の命令で公爵家を調査中だったレイチェルの調査妨害と同時にエドガーを手に入れる為に、屋敷に火を放ち公爵家一族を壊滅させた実行犯だった。
エドガーに顔を知られている為、万が一逃亡したときに備え、名乗り出た場合はエドガーを闇に葬るように政府機関に指示を出していた。
シルヴァンフォードの息子の意識をもったままのプリンスでは都合の悪いクロークは、最初のプリンスに目覚めて欲しいテランにそそのかされキャスリーンを使ってリディアを罠にはめようとするが失敗し、組織を抜けるきっかけとなる混乱をおこすためにエドガーに利用された結果、見せしめとしてテランに殺されることとなった。

### マッキール一族
予言者
マッキール家に古くから伝わる伝説の救世主で、唯一プリンスに勝るとされた存在。予言者の魔力はブラッドストーンとして引き継がれ、魔力を継ぐ者が触れると淡い緑色に輝くと言われている。
予言者の伝説に付随して、“予言者の許婚”の存在も語り継がれていた。条件としては、20歳以下の魔力に通じた女性に限定されるため、許婚を絶やさぬよう、人間界のマッキール家と妖精界のフィル・チリース族の間ではチェンジリングが慣習的に行われていた。その役割は、主に予言者の補佐と認識されていたが、本当の役割は明確になっていない。
マッキール家では、善・悪それぞれの妖精に通じるフェアリードクターは双子でなければならず、前者は後者が間違いを犯さぬように見張り、道を踏み外した時にはそれを止める役割を担っていた。百年前に予言者になった人物は、マッキール家の善き妖精に通じるフェアリードクターであったが、片割れが氏族を裏切り“災いの王子”を生み出したため、自らが予言者となって対抗する力を蓄えた。この人物は、能力こそは片割れに劣っていたが、ある一点において勝っていたと言われている。この予言者は、新たに予言者となる者に魔力を託すため、予言の言葉とともにブラッドストーンを聖地の棺に封印した。
悪しき妖精のフェアリードクター
百年前に予言者となった人物の双子の片割れ。アンシーリーコートの魔力の秘密を守る立場にありながら、その魔力を使って“災いの王子”を生み出した、あらゆる悲劇の元凶とも言える人物。
魔力の秘密は最大の禁忌とされ、アイルランドのコノート王家、イブラゼルの青騎士伯爵家、ハイランドのマッキール家と、三つの家系の一人から一人のみに代々伝えられ、扱うことを禁じられてきた。しかし、前二つの家については伝える後継者が絶え、最後のマッキール家で魔力の秘密を受け継いだこの人物の裏切りにより、禁忌が破られた。その後、男は妖精国へ赴いて、予言者と偽って大樹に近づき、グラディスが隠したドラゴンの卵を盗んだ。追ってきた予言者とマッキール家によって間もなく捕らえられたが、処刑される間際に自分の魂を卵に移して、体を失ったのちも邪悪な蛇に姿を変えて生き続けた。魂だけの存在となった男は、ニールを唆して操り、ドラゴンを復活させようと画策するが、エドガーらに阻まれて失敗し、手足であったニールを失う。一時退却してテランのいるプリンス組織に合流し、リディアの体内にある予言者のブラッドストーンを狙っている。
ダネル･フィン (Darnell Finn)
ウィーンで評判のヴァイオリン奏者。あちこちに跳ねた朱色の髪が印象的。目立って美形ではないが、不思議と人目をひく物静かな青年。外見上は全く見分けがつかない程そっくりなニールという名の双子の兄がいる。
予言者の子孫だが、祖父の代にハイランドから新大陸に移住しているため、マッキール氏族とは無関係に育った。裕福な暮らしではなかったが、幼い頃から音楽の才能に恵まれていたダネルは、兄にマネージャーの役割を任せ、二人三脚で演奏活動をしながら生計を立てていた。ある時、ヨーロッパの演奏会に向かう船旅の途中で、兄弟の乗った船は突如嵐に遭遇した。激しい雷雨の中、あるはずのない島影を見た次の瞬間、船は難破し、兄弟は海に放り出されていた。そこへ流れてきた不思議な卵に、「片方を海に沈めた方を助けてやろう」と持ちかけられる。判断に迷ったダネルは、迷わず助かろうとしたニールに突き飛ばされたが、溺れた時に掴んでいた細い枝が漂流していたボートに引っ掛かり、九死に一生を得た。実は、卵の正体は“災いの王子”を生み出したフェアリードクターの邪悪な魂であり、一方でダネルが掴んだ枝は、妖精国の神聖な大樹の枝であった。一人で演奏活動を続けていたダネルは、マッキール家の氏族長に招待されてヘブリディーズ諸島に赴き、そこで起きている現状を知った。嵐の中で見た妖精国の島影の話をしたことから、パトリックに予言者の再来と言われ、彼自身に自覚はなかったが、先祖の土地を救いたいという思いから、パトリックに協力をするようになった。
妖精国のドラゴン復活を狙うニールを止めに入り、彼に銃で撃たれてしまうが、同時にニール自身にも同じ銃創が刻まれた。これはマッキール家の双子のフェアリードクターに受け継がれたシステムで、悪しき妖精の力に通じた方が間違いを犯した場合は、善き妖精の片割れが歯止めとなる役割を担っていたためだった（なお、逆は成立しない）。自ら湖に沈んだがケルピーに助けられ、死線を越えたダネルは予言者として覚醒し、己の成すべきことを知ったとリディアに告げた。
ニール (Neil)
ダネルにそっくりな双子の兄。弟と一緒にヴァイオリンを始めたが、才能に恵まれたダネルとは差が開いていったため、見切りをつけて彼のマネージャー業務を引き受けていた。二人三脚で活動しながらも、弟の影として生きることに嫌気が差し、密かに弟を疎ましく思っていた。そのため、船が難破して嵐の海に兄弟そろって投げ出され、卵の姿をした邪悪なフェアリードクターの魂から、一人だけ助けてやろうと持ちかけられた時、迷うことなく自分が助かる方を選び、弟を突き飛ばした。ダネルは溺れて死んだものと思っていたが、そのことに後悔するどころか、初めて弟に勝てたと喜んでいた。
蛇に姿を変えた邪悪な魂に言葉巧みに操られ、弟に成りすましてエドガーやリディアに近づいては、彼らを混乱に陥れていた。リディアが飲み込んだブラッドストーンを狙い、止めに入ったダネルに向けて発砲したが、同時に彼と同じ傷を負い、湖に落ちて死亡した。これは、ダネルが傷ついた場合は、片割れであるニールも同じ傷を負うという、マッキール家の双子に受け継がれた仕組みだったが、ニールはこのことは知らされていなかった。遺体は毒気が強いために埋葬する前に浄化しなければならず、妖精国の木に無残に吊るされている。
パトリック (Patrick)
マッキール家のフェアリードクター。黒い短髪で年齢は20代後半。リディアが妖精に慕われているのに対し、パトリックは恐れられており小妖精も近づかない。強い力を持つ水棲馬のケルピーさえも近づけず、時には攻撃できる程の力を持つ。実は全滅したといわれているアウローラの一族の唯一の生き残りで、リディアの母・アウローラの弟。年が離れた姉とは仲がよく、アウローラが聖地に乗り込む際に手引きし、氏族に伝わるものより古い伝承を伝えられている。
ファーガスがリディアとともにトローに攫われた時、二人を救出するため一時的にエドガーと協力するものの、トローとの戦いでアンシーリーコートの魔力を扱うエドガーを目の当たりにし、警戒の念を抱くようになる。不穏分子であるエドガーを葬り、同時にリディアの手によって予言者を目覚めさせるべく画策するが、聖地でエドガーこそがプリンスだと知り愕然とする。パトリックは、「正しいかどうかよりもリディアを守ることを優先する」というエドガーを、何より危険視している。
エドガーは、リディアを狙うマッキール家の表立った代表格として、パトリックを徹底的に敵対視しており、レイヴンには「リディアに近づいた場合は殺していい」と指示している程である。そのため正面から接触することはできないが、プリンスであるエドガーを葬り、リディアを予言者の許婚にするべく水面下で暗躍していた。しかし妖精国に近づいた際、オーロラから聞こえた声に咎められたことで、新たな道を模索し始めた。
ファーガス・マッキール (Fergus)
リディアの母アウローラと同じマッキール家の族長子息。赤髪に、スコットランドの民族衣装であるキルトを身につけている。将来は父親の跡を継いで族長になる立場にある。リディアが予言者の許婚としての立場を終えた後に、彼女を娶る役割にあり、彼女の二番目の許婚。
元々は、ハイランドを救う役割としてリディアに近づいたが、ハイランドでエドガーと離れ離れになったリディアと深く関わるうちに、本気で彼女を好きになる。性格は快活で裏表がなく、マッキールの利益を優先するパトリックに反発し、リディアを優先して考えるようになる。彼女に本気で告白するが、エドガーとリディアの絆の深さを知り、互いのために別れを決めた二人を引き合わせる。

### 過去の人物
チャールズ・エドワード (Charles Edward)
通称ボニー・プリンス・チャーリー。名誉革命によって英国を追われたステュアート家のジェイムズ二世の孫。王子は魅力的な人物で、祖父の代に奪われた王座を奪還するべく企てた反乱では、多くのハイランド人が彼の味方についた。しかし、スチュアート王家の旗を掲げて決起した決戦の地カローデンの戦いでは、多くの戦死者を出した王子側の敗北に終わる。一部の氏族の助けを借りて王子はフランスへと逃れるが、英国は反逆者を執拗に追跡し、また王子側についたハイランドへの締め付けも厳しくなった。反発とともに王子への忠誠心は高まり、スチュアート家を正統な王家の血筋と考える反逆者たちが、チャールズ王子のご落胤と言われる赤子に魔術を施し、誕生したのが最初の“災いの王子”である。
グラディス・アシェンバート (Gladys Ashenbert) ＝ ダイアナ (Dian)
最後の正統な青騎士伯爵。ただし人間界での歴史上にその名は記されておらず、エドガーがジュリアス以来三百年ぶりの伯爵とされている。また、額の“星”が証明する伯爵家の正統な後継者でありながら、宝剣を受け取りに行っていないため、宝剣を守っていたメロウは彼女の存在を知らなかった。
実はフランシスの恋人「ダイアナ」と同一人物。“災いの王子”の誕生により世界の均衡が崩れ、危機に瀕した妖精国を救うため、援軍を要請する目的でアーエスの屋敷があるブルターニュを訪れた時、フランシスと出会い、恋に落ちた。二人は相思相愛であったが、この時ダイアナは妖精国に蔓延していた病に侵されつつあり、本来の目的のためにも、残された時間は限られていた。フランシスからの求婚を断って彼のもとから去ろうとしたが、引き留めようと焦った彼に、アーエスとの取引に使う予定だったアルモリカの水門の鍵を奪われ、足止めのために監禁されてしまう。その後フランシスの故郷であるリオネスへ連れて行かれ、間もなく彼との子供を身ごもったことが発覚するが、病気が原因となりのちに流産した。そしてリオネスに子供を埋葬し、妖精国伯爵としての使命を果たすため、彼の元を去った。
アーエスとの取引材料を失ったダイアナは、彼女から援軍を得ることは叶わず、妖精国最強の武器である朱いムーンストーンのみを受け取っていた。彼女はその秘宝を、容易に見つからないよう子供の墓に隠し、フランシスに手紙を送り、全てを託した。
プリンスとの戦いでは、ハディーヤの透輝石に戦いの女神を封じこめたことで、英国から追放することには成功したが、根本的な解決には至らず、崩壊し続けている妖精国を救うこともできなかった。英国を魔から守るため、自ら人柱となってロンドンブリッジで眠りについた今なお、残像として生前の姿を留めている。

### その他の登場人物（人間）
トムキンス (Tompkins)
声：茶風林
アシェンバート伯爵家に仕える執事。大分薄まっているようだが妖精メロウ（人魚）の血を引いていて、背中にひれがあり、指は短く、間に水かきのようなものが見える。また、目の位置が少し離れており、ずんぐりした体型なのが特徴。伯爵家に仕える前は、その領地であるマナーン島で宿屋を営んでいた。
ケリー (Kelly)
リディアの侍女。ハイランドのクナート家の娘で、エドガーがクナート家、リディアがマッキール家でそれぞれ離れ離れになっていた時に、二人の連絡係を請け負った。二人がロンドンに戻る際に別れたが、二人が結婚した後にリディアの侍女としてエドガーに呼ばれ、現在はアシェンバート家で働いている。
リディアのことを慕っており、彼女を第一に尊重する。彼女が望まないことであれば、当主であるエドガーにさえも背くほど。リディアより年下だがとてもしっかり者で、主人夫婦間のトラブルは、彼女が間に入って上手く治めている。
レイヴンとは仕事柄一緒にいることが多いが、彼の眼中に入っていないことが多い。しかし「年齢の割りに思考が老けている」とそのレイヴンに指摘されたことがある。
リディアの妊娠が確定的になってからは、それをエドガーに知られないよう苦心しながら産婆の下で知識を吸収し、リディアを助けている。
フレデリック・カールトン / カールトン教授 (Prof.Frederick Carlton)
声：大川透
リディアの父親。ロンドン大学で教授の職に就いている。博物学の権威であり、多方面から会議に招かれている。そのためか彼自身は中流階級の家系だが、上流階級の人間と交流がある。
興味の対象が鉱物に集中しており、他のことには無頓着。「研究に没頭している時は、槍が降ってきても気づかない」とリディアは言うが、エドガーは「学者らしい鋭い目で、公平な考え方で、物事の本質を見極められる人」であり、同時に「全てを見抜いた上で出来るだけ好意的に考えようとする、リディアと同様の愛すべきお人好し」と評しており、他人より優位に立つのが常のエドガーが尊敬している希少な人物。リディアとの結婚で、彼と家族になれることを、エドガーは内心誇りに思っている。
亡き妻とリディアを心から愛している。リディアを信頼しており、彼女を縛りつけずに自由に育てた。エドガーに対しては当初、ゴシップ紙から漏れ伝わる彼の華やかな女性関係が災いし、大事な一人娘を餌食にされてはたまらないと、進展していく二人の関係に警戒していた。しかし、リディアの気持ちを尊重し、エドガーの過去や彼を狙う組織の存在など、大方のことを知った上でエドガーを信用し、リディアとの結婚を承諾している。
無人になった村の村長宅に残されていた古文書を紐解き、フィル･チリースの魔力の塊であるブラッドストーンと対になる、ハイランドの大地となったドラゴンの鱗とされる宝石が島のどこかにあるはずだという結論にたどり着いたもののそれが何かわからないパトリックにハイランドへ呼ばれ、リディア達の為にと彼に協力する。そして、鱗に該当する物が島でよく採れるというカルセドニーの一種であると仮説を立て、リディアの意見を聞くためロンドンへ向かうも、ロンドンに入った直後に乗っていた列車が脱線してしまい、不安を募らせるリディアの為に彼を探していたエドガーに発見され助け出された。その際、娘の妊娠を知らされる。
アウローラ・カールトン (Aurora Carlton) / 旧姓：マッキール
リディアが幼い時に亡くした母親であり、フェアリードクター。プラチナブロンドの髪に白い肌のはっとするほどの美女だったというアウローラに対し、リディアは自身が母に似ていないと気にしていたが、実際のところアウローラ自身も昔はそばかすだらけの顔にぼさぼさの頭、痩せっぽちで色気が無く、美しくなったのはフレデリックに出会ってからだとニコは言う。さっぱりした性格で、リディアはエドガーと少し似た所があると思っている。
ハイランドの主要な氏族・マッキール一族の分家の娘として育てられたが、マッキール家ではフェアリードクターとしての能力を絶やさない為に慣習として取り換え子が行われていた為、実は彼女自身も取り換え子であり、妖精の血が濃く流れている。彼女が16歳の時に、調査目的で島に来ていた当時大学生だったフレデリックが妖精界で迷っているのを助け、彼に恋をした。その際に再会の約束をするも、人間界に戻ったフレデリックが妖精界での出来事の記憶を失っていたため、約束は果たされないまま年月が過ぎた。アウローラには予言者の許婚としての役割があり、21歳を過ぎても予言者が目覚めない場合は二番目の許婚である青年と結婚することが決まっていたが、21歳の誕生日直前で再び島に現れたフレデリックにプロポーズし、彼と駆け落ちをする。島やフィル・チリースとの関係が強かったため、誰かの手を借りなければ島を出ることはできず、島に戻る際も同じように誰かの手を借りる必要があった。
後に生まれたリディアもまた、マッキールの慣習に従って取り換え子として連れ去られたが、アウローラは聖地に行ってリディアを無事取り戻す。更には取り換え子の流れを絶つため、予言者の棺を開け、棺に残された予言者の言葉とブラッドストーンを受け取った。棺を開けた時の強大な魔力を受け止めた影響で、健康だった彼女は少しずつ体を壊し、若くしてこの世を去ることになる。本人はこれを予想していたのか、夫に「リディアの夫となる男性の見極め」を、娘が幼い頃から頼んでいた。
結婚当初は、自分に流れる妖精の血とフェアリードクターとしての知識を厭うかのように、普通のミセスとして妖精に関する知識を活用することはなかったが、幼いリディアと散歩中に出会ったある女性の話を聞いて力を貸してからは、リディアが「かあさまのようなフェアリードクターになりたい」と言ったことで、彼女に知識を伝えることを決めた。また生前、フレデリックが持ち帰るオニキスを気にしていたという。
アウローラの家系の母から娘へ、代々受け継がれた“セルキーの心臓”はフレデリックを通してリディアに渡された。これが後にロンドンを救う鍵となるファイアアゲートのことを知るセルキーのものだったことが判明する。
メースフィールド公爵夫妻 (Masefield)
身分は高いが気取った様子のない、人当たりの良い夫婦。エドガーとは彼がアシェンバート伯爵として貴族社会に戻ってきた時から懇意にしており、公爵はリディアの父フレデリックの恩師であるブラウニング教授の従兄弟で、その縁からリディアを知る前から彼女の父と親しくしていたため、エドガーとリディアが婚約から結婚に至るまで、夫人が中心となって二人の仲を取り持った。貴族の出身ではないリディアが大きな問題もなく貴族社会に入っていけたのは、夫人による配慮が大きい。
夫人はおっとりとした気性を持つ公平で冷静な人格者で、キャスリーンに対する傷害でリディアが疑われた際は、エドガーさえも疑う状況にも関わらず、夫人はリディアの味方に立っている。
夫妻にはローデン家に嫁いだ娘の産んだアン、メグ、ベスという三姉妹の孫がおり、姉妹揃って変わった生き物が好きなため、妖精好きなリディアとは仲が良い。
スレイド (Slade)
声：三宅健太
画商。朱い月の幹部の一人。エドガーを敵視して命も狙っていたが、今は信頼している。彼の画廊は朱い月のアジトにもなっている。
シルヴァンフォード公爵
エドガーの父親。王室に忠誠を誓う気難しく実直な人物。髪の色以外はエドガーとは普通の親子程度には似た容姿の持ち主。離散したスチュアート家に連なる血筋を複数引いていたことでバークストン侯爵以上にスチュアート家に近い血を持っていることが後に発覚したため、バークストン侯爵からジーンメアリーを奪ったことに関してはプリンス組織に見逃されていた。
ジーンメアリーを見初め、権力を使って彼女の許婚のバークストン侯爵から奪った。そのためバークストン侯爵からは個人的に憎まれており、ローマを訪問する使節団が持ち帰るダイヤモンド・デイドリーム（後述）を管理していた際に盗まれ、王室からも反逆の嫌疑をかけられる事になる。同時期にジェイムズ王派（ジャコバイト）とは別の存在で王室を打倒しようとするプリンスの組織の存在、妻の血筋の秘密、妻に言い寄ろうとするバークストン侯爵の存在、息子の危険性を知ってからは妻子を激しく憎むようになり、エドガーを殺害するようにある人物から警告され、屋敷を襲撃された夜にエドガーに猟銃を向けて「お前は生まれてくるべきではなかった」と呪詛の言葉をかけた（これがエドガーにとっては最後の父親の記憶となり、長く苦しむこととなる）。しかし、妻と息子を連れて炎に包まれた屋敷を脱出しようとした時に脱出路を塞がれて殺害された。その際、妻から秘密を隠して嫁いだ事を謝罪されるが、「知っていたとしても結婚していただろう」と語っており、気絶したエドガーに対しても次のシルヴァンフォード公爵として認め、先祖の誇りを守り、生き延びるよう言葉を残す。
傲慢で横暴でありながら、魅力的で聡明な父親（先代の公爵）に自分が似ていなかったこと、弟フィリップの方が父親に気に入られていたことなどから、強い劣等感を抱いていた。そのうえ長男エドガーが、苦手だった父親によく似ていたために、エドガーへの接し方に戸惑い、また自身が退屈な人物であるとエドガーに見抜かれることを恐れていた。しかしその一方で、先代に似たエドガーを誇りに思い、リーランド家の跡取りに相応しい自慢の息子だとも感じていた。
ジーンメアリー・リーランド (Jeanmary Lealand)
エドガーの母親、シルヴァンフォード公爵夫人。革命を逃れて英国へ渡ったフランス貴族の流れを汲むボニー･プリンス・チャーリーの不義の子の末裔。輝くような金髪に青い瞳の、誰もを虜にする華やかな美女。
その血筋は次代のプリンスの器となる男児を生み出すために目をつけられており、スチュアート家の血筋に連なる許婚がいた。許婚によって次代のプリンスの母親として理想的な花嫁にするため、フランスにあるカトリックの尼僧院の女学校で教育を受けさせられ、17歳のとき拝謁を終えた後に結婚するはずだった。しかし、彼女を見初めたシルヴァンフォード公爵が権力を使って彼女の許婚であったバークストン侯爵から無理矢理取り上げ、彼女にとっても許婚は「親が決めた許婚以上でも以下でもなかった」ため許婚を捨てた。
先祖はアーエスと付き合いがあり、女学校で教育を受けているときに教師として近づいたアーエスから、自身の血筋の危険性と共に「男児を生んではいけない」と警告を受けていたが、その事を隠して公爵家に嫁いだ。そしてエドガーが13歳になる年、公爵の誕生日にプリンスの手の者に屋敷を襲撃され、エドガーだけでも逃がそうと夫と共に怪我を押して奔走するも殺害された。
エドガーによると、公爵夫人と呼ばれる事に喜びを感じており、お姫様として扱われていれば満足していた典型的な貴族の女性で、苦言・中傷は一切耳に入らなかった。殊にエドガーの教育係たちから溺愛するエドガーへの苦言・苦情を口にされても、エドガーは勉学に関しては成績優秀であり、母親の前では品行方正に振る舞い、喘息を克服してからも病弱な息子を演じていたことから一切信じなかった。しかし、アーエスから伝えられた自身の血筋の危険性を認識してからはエドガーへの恐れと自責の念を感じていたらしい。

### その他の登場人物（妖精）
シーリーコート
善良な妖精の総称。アンシーリーコートの対語。
アンシーリーコート
悪しき妖精の総称。プリンスやユリシスが操る。
アロー (Arrow)
メロウの宝剣を飾るスターサファイアの“星”の妖精。銀色の光を放つ。最初にリディアの前に登場した背の高い青年の姿をしたアローは、百年前の女青騎士伯爵グラディス・アシェンバートの妖精（つまり代々宝剣に刻まれてきた星である）。エドガーが取り引きでメロウに刻んでもらった“星”は生まれたばかりなので、キューピットのような幼い姿をしている。なお、ルビーの力が働く状態では額に小さな角がある。
青年の方のアローは、ドラゴンの卵に宿る悪しきフェアリードクターがテランを利用してロンドン橋の結界内に入り込んだ際に卵のかけらであるオニキスに触れたことで、異変を知って様子を見に来たリディアを殺しかけたが、最後はリディアたちを守るためテランに宿った悪しきフェアリードクターを足止めし、後輩である新たなアローに結界を引継いで消滅した。
セルキー (Selkie)
アザラシの妖精。海で死んだ人間の化身だと言われており、人間に近い性格をしている。毛皮を脱ぐと人間と判別がつかない姿になり、毛皮もクルミ大の青い玉になる。毛皮を隠されると海に帰れなくなり、毛皮を持つ者に隷属するしかない。また、毛皮を燃やされると持ち主のセルキーの魂も尽きる。
永い寿命を終え命が尽きる時、信頼していた人間に対する永遠の友情の証として、“心臓”（宝石のアクアマリン）を渡すセルキーもおり、リディアも母から受け継いだ“心臓”のペンダントを持っている。このアクアマリンは本来の持ち主の記憶をとどめており、セルキーであれば対話することが出来る。
バンシー (banshee)
声： - / 名塚佳織
名家に仕える妖精。ポールが出会った妖精は青騎士伯爵家のバンシーとしてグラディスに仕えていた。涙は琥珀に変わるが、一族の誰かの死を予見した涙の琥珀は燃えない。身代わりとなることで一度だけ死の予言を回避できるため、自らが涙で予言したエドガーの代わりとなった。命が尽きる直前にエドガーにイブラゼルの鍵を渡したが、鍵そのものは、エドガーにもリディアにも見ることができない。
コブラナイ (Coblynau)
声： - / 杉野博臣
かつてグウェンドレンが填めていた白いムーンストーン「ボウ（Bow）」の指輪の管理人。鉱物に詳しく、気配を頼りに宝石を捜すことも出来る。リディアがムーンストーンの指輪を填めていた時、エドガー以外が外せないように調整した。エドガーには姿が見えず、声のみ聞こえる。
フィル・チリース
オーロラの妖精。夜空の覇者で強力な妖精。リディアの母の実家であるマッキール家の先祖とされている。
通常は人を襲うことはないが、エドガーの中のプリンスを警戒して刃を放ち、エドガーの近くにいたリディアが負傷した。治すには、マッキール家の所有する妖精の魔力が効きにくい土地で時間をかけて治療するか、フィル・チリースに魔力を与えた“島々のあるじ”の泉から湧き出る雫を飲むこと。
ブライアン (Brian)
オレンジ色の長髪の青年で、オーロラ妖精フィル・チリースの血を濃く受け継ぐ半妖精。“予言者”の許婚を絶やさないための仕組みの中で生まれた犠牲者でもある。
自称リディアの兄だが、本当の彼の妹は、マッキール家とフィル・チリース間で行われるチェンジリングの慣習に従ってリディアと取り換えられるはずだった半妖精。アウローラが取り換えを拒んでリディアを連れ戻したためにチェンジリングは成立せず、妖精界の空気が合わなかったブライアンの妹は、五歳で亡くなった。
半妖精として妖精界に暮らす彼にとって、同じ血を分けた妹が唯一の拠り所であり、妹が死ぬ原因となったリディアを少なからず恨めしく思っていた。せめて“予言者”の許婚としての役割を果たさせようと、パトリックと共謀してエドガーを葬り、リディアを利用しようと画策するが、思いがけず二人の内面や絆の強さに触れ、彼らを犠牲にすることに迷いが生じる。
聖地の内部に侵入したエドガーの中にプリンスの血を感じ取ったフィル・チリースは、彼と共にいたリディアをも巻き込んで攻撃をしかけるが、ブライアンは彼らを庇って二人の前に立ちはだかり、命を落とした。
アーエス
千数百年前に海に沈んだ古の海の王国「アルモリカ」の王女。母親が妖精だったために、魔女として恐れられていた王女には、聖者の定めた婚約者がいたが、それを無視して恋人をはべらせ自由奔放に暮らしていた。しかし恋人の裏切りにあい、都を守る水門の鍵を盗まれ、唯一彼女を救おうとした婚約者の指輪とともに、海底へと沈んだ。海底で今なお生きている王女は、あらゆる男を憎みながら、海の底でマーメイドを従え、女の楽園を築いている、という生ける伝説の王女である。現在は、夫から虐待を受けている妻達を失踪（死亡）したように見せかけ、自らが所有している島で保護している。
連れ去られたリディアを追って都に来たエドガーらも殺そうとしたが、「彼女の望むもの」を与えたリディアとエドガーを認め、彼らを無事に帰した。その際リディアに、妖精国の道を記した白紙の地図を渡し、また自分がかつて婚約者から預かった朱いムーンストーンの指輪を探し出せば、エドガーの魂を守る力になるだろうとの助言をしている。更に、リディアを通じてエドガーに対し、彼女の軍勢を招集できる権利を与えた。その後、マーメイドたちは彼女の配下であるローザの指示で、ファイアアゲートの魔力をストーンヘンジ付近まで届けるため、川を遡って魔力の中継役を担うことに。
カテーナ (Catena)
青銀の髪をもち幻の大陸リオネスの残像に住む、かつての神々が小さくなって妖精になったうちの一人。300年前の青騎士伯爵ジュリアス・アシェンバートと、伯爵家の印を持つ者が願いをかなえてくれることを条件に、妖精国への道を教える契約をした。

## 関連する宝石
スターサファイア / スタールビー（宝剣・矢）
初代青騎士伯爵が妖精国へと帰る際、永遠の臣下の証として当時のイングランド国王・エドワード一世から贈られた宝剣を飾るサファイアに、メロウが“星”を刻んだ。以後代々伯爵家の子孫は、妖精国へ帰る際にサファイアから“星”を抜き取って宝剣ごとメロウに預け、逆に受け取る際は、生まれながらに体のどこかにもつ“星”を血筋の証としてサファイアに刻む。
宝石の“星”は三本の光が交錯しているのが本来の形だが、“星”を持たないエドガーが宝剣を手に入れるため、自らの舌に刻まれた奴隷時代の十字の焼印を“星”としてメロウと取り引きしたため、彼の持つ宝剣のサファイアに刻まれた“星”もまた十字である。
宝石には妖精の力が宿っており、通常の青いサファイアはシーリーコートの力が働くが、宝石が赤いルビーへと変化する時、アンシーリーコートの魔力を発動して妖精をも斬れるようになる。初代青騎士伯爵は、魔力の秘密を受け継ぐ三つの家系の一つだったが、魔力を子孫が使わぬよう、宝剣のルビーの力を封印した。伯爵家の血筋ではないエドガーはサファイアの力を使えないばかりか、プリンスの後継者として魔力の秘密を引き継いだことで、ルビーの力のみ使えるという、歴代の青騎士伯爵とは逆の立場にある。
白いムーンストーン（弓）
初代青騎士伯爵の妃・妖精グウェンドレンの指輪であり、以降代々の青騎士伯爵の花嫁へと受け継がれている。メロウの宝剣にあるスターサファイアが星の矢、白いムーンストーンが月の弓となり、アンシーリーコートの魔力を浄化し、強力な魔除けの力を発する。現在扱えるのは、妖精国の妃である持ち主のリディアのみ。
赤いムーンストーン（弓）
妖精国のアシェンバート家に属する男子しか使えない、妖精国最強の武器。スターサファイアと白いムーンストーンが弓矢になって広範囲に守りの力を働くように、スタールビーと赤いムーンストーンが弓矢になった時、広範囲の攻撃が可能になる、とリディア達は推測している。アルモリカの王女アーエスから、妖精国から来たダイアナ（グラディス・アシェンバート）に返されたが、彼女は流産した子供の墓に隠し、フランシスに託していた。その後、ドラゴンの頭を封印するべく赤い弓矢の魔力が用いられたが、ユリシスではその力を完全に引き出せなかったので、矢の魔力を少しでも長くもたせるためにドラゴンの頭の側に置かれている。
ブラッドストーン
古くからマッキール家に伝わる伝説の“予言者”の魔力の源。魔力を継ぐ者が触れれば、淡い緑色に輝くと言われているが、正確には予言者がこれに込めた物の秘密を解けばクリソプレーズへ変化するらしい。
百年前に予言者となった人物が、聖地の棺に予言の言葉とともにこの石を残し、後にアウローラの手によって棺が開かれるまで、石は封印されていた。アウローラは石をニコへ託したが、妖精の刃によって負傷したリディアを治すため、エドガーが彼女に飲み込ませた。ハイランドの言い伝えでは、聖地から湧き出るこの石はフィル・チリースの魔力の結晶であるとされる。
フレイア（炎の蛍石）
アシェンバート家が所有する領地、ウォールゲイヴ村のみで採れるという炎に似た色の蛍石。昔は竜が吐く炎の結晶と信じられていた。「不死の石」と言われ、その力は魔術に通じた者でないと扱えないという。
生者の魂を肉体から取り出して保管し、別の体へ移し替えることができると言われているが、実際保管できるのは“記憶”。プリンスの組織では、“災いの王子”の記憶と魔力を新たな体に移し変えるために欠かせない宝石。
ダイオプサイド（透輝石）
深い緑色をした透明感のある石。古の時代、三つの蛇頭を持った魔王が退治され、それぞれの首が三つの石へと変化した、という伝説の石。その後、ハディーヤ王家によって石に宿る魔物は改心させられ、王家に忠誠を誓う守りの力として、透輝石はハディーヤ王家の子孫に受け継がれた。
そして百年前、最初の“災いの王子”は、「マハ」・「ネワン」・「モーリグー」というズキンガラスの姿をした精霊を利用してアンシーリーコートを集め、英国襲撃を企てていた。この精霊は、戦いの女神バウの化身であり、この女神が味方についた方が必ず勝つといわれるほど、強大な力を持っていた。時の青騎士伯爵であるグラディスは、親交のあったハディーヤからこの石を借りて三体の精霊を石に封じこめ、石には封じ込められた精霊の名前が刻まれた。
その後、「マハ」「ネワン」の石はそれぞれ、ハディーヤの子孫へと受け継がれたが、残る一つの「モーリグー」だけは本来の石の形を取らず、精霊を閉じ込めた魔王の核そのものがレイヴンの目に宿っている。そのため、レイヴンの記憶の奥底では、ズキンガラスの姿をした戦いの女神の化身「モーリグー」と、魔王の化身である蛇が戦い、死闘の末に蛇が片目をくりぬかれながらもズキンガラスを飲み込む、という光景が繰り広げられている。また、この時に目をくりぬかれた影響からか、レイヴンの中の魔物には左目が見えず、それは魔物に支配された時のレイヴン自身にも影響する。
なおダイオプサイドを薄く切り、透かして文字を見ると二重に見えるため、“ふたつの姿”と言われているが、戦いの女神の化身と魔物との二体を封じ込めた二つの石とレイヴンは、まさにその別名を表している。
アクアマリン（セルキーの心臓）
人間に近い性格をもつアザラシ妖精・セルキーが死ぬ時、特別に信頼していた人間に、友情の証として贈る、セルキーの心臓。セルキーは“心臓”を所持する人間を尊重し、たとえ理不尽な仕打ちをうけても反撃できないため、子孫まで信頼できると考える人間に贈られる特別なもの。リディアは母方の家系から受け継いだが、ユリシスは別の理由で所持している。セルキーであれば、魔力を用いて対話することも可能。
ホワイトダイヤモンド（デイドリーム） / ブラックダイヤモンド（ナイトメア）
しずく形の百カラットダイヤモンドで、二つのダイヤの持ち主は、世界の王になると言われている。
イングランド王ジェイムス一世が即位した時に作られたが、ジェイムス二世が国を追われ亡命した時に持ち去ったと言われているため、二つのダイヤを持った者が亡命した王の子孫だと主張すれば、現在の王家と対立しかねないと危惧された。
デイドリームはローマの窃盗団の隠れ家から発見されたため、ちょうどローマを訪問中だったエドガーの実父シルヴァンフォード公爵が持ち帰る役目を引き受けたが、裏でプリンスが手を引き、当時公爵の部下だったバークストン侯爵にダイヤを盗ませた。エドガーは亡き父の汚名をすすぐため、盗んだ本人にバッキンガム宮殿へと届けさせた。
ナイトメアは元々プリンスの手中にあったが、昔エドガーがプリンスの元を逃げ出す際に持ち出した。プリンスは取り返しに来たが、ダイヤを守って死んだ仲間の少女が、ふくらはぎにダイヤを隠していることに気づいたエドガーは、少女の遺体と一緒にダイヤを隠し、英国に帰国後に棺ごとダイヤを取寄せた。その後、リディアやエドガーがゴブリンの迷宮から抜け出す際に、ケルピーが魔力の補助として使用したため砕け散り、ダイヤに封印された夢魔が解き放たれてしまった。
オニキス（ドラゴンの卵）
悪しきフェアリードクターがその意思を込めたもの。そのかけらは、魔力と接していた人間をテランが操るための毒薬にも混ぜられている。悪しき魔力ではあってもプリンスに由来する魔力ではないため、ロンドン橋の結界内に入り込むことも出来る。
現在、リディアたちは「島のあるじ」のブラッドストーンと、フィル・チリースとドラゴンの魔力が融合した結晶であると推測しているファイアアゲートの魔力を合わせればその力に打ち勝つことが可能と考えている。

## 既刊一覧

### 小説
- 谷瑞恵（著）・高星麻子（イラスト） 『伯爵と妖精』 集英社〈コバルト文庫〉、全33巻
  1. 「あいつは優雅な大悪党」2004年3月10日第1刷発行（3月3日発売[4]）、ISBN 4-08-600393-7
  2. 「あまい罠には気をつけて」2004年9月10日第1刷発行（9月1日発売[5]）、ISBN 4-08-600474-7
  3. 「プロポーズはお手やわらかに」2005年3月10日第1刷発行（3月3日発売[6]）、ISBN 4-08-600559-X
  4. 「恋人は幽霊（ゴースト）」2005年6月10日第1刷発行（6月1日発売[7]）、ISBN 4-08-600599-9
  5. 「呪いのダイヤに愛をこめて」2005年9月10日第1刷発行（9月1日発売[8]）、ISBN 4-08-600640-5
  6. 「取り換えられたプリンセス」2005年11月10日第1刷発行（11月1日発売[9]）、ISBN 4-08-600664-2
  7. 「涙の秘密をおしえて」2006年4月10日第1刷発行（3月31日発売[10]）、ISBN 4-08-600747-9
  8. 「駆け落ちは月夜を待って」2006年7月10日第1刷発行（6月30日発売[11]）、ISBN 4-08-600788-6
  9. 「女神に捧ぐ鎮魂歌（レクイエム）」2006年10月10日第1刷発行（10月3日発売[12]）、ISBN 4-08-600826-2
  10. 「ロンドン橋に星は灯る」2007年3月10日第1刷発行（3月1日発売[13]）、ISBN 978-4-08-600883-9
  11. 「花嫁修業は薔薇迷宮で」2007年6月10日第1刷発行（6月1日発売[14]）、ISBN 978-4-08-601022-1
  12. 「紳士の射止めかた教えます」2007年10月10日第1刷発行（10月2日発売[15]）、ISBN 978-4-08-601076-4
  13. 「紅の騎士に願うならば」2008年1月10日第1刷発行（2007年12月26日発売[16]）、ISBN 978-4-08-601111-2
  14. 「誰がために聖地は夢みる」2008年3月10日第1刷発行（3月1日発売[17]）、ISBN 978-4-08-601133-4
  15. 「運命の赤い糸を信じますか?」2008年8月10日第1刷発行（8月1日発売[18]）、ISBN 978-4-08-601193-8
  16. 「誓いのキスを夜明けまでに」2008年11月10日第1刷発行（10月31日発売[19]）、ISBN 978-4-08-601224-9
  17. 「紳士淑女のための愛好者読本」2008年12月10日第1刷発行（11月28日発売[20]）、ISBN 978-4-08-601235-5
  18. 「すてきな結婚式のための魔法」2009年2月10日第1刷発行（1月28日発売[21]）、ISBN 978-4-08-601254-6
  19. 「魔都に誘われた新婚旅行」2009年5月10日第1刷発行（4月28日発売[22]）、ISBN 978-4-08-601284-3
  20. 「月なき夜は鏡の国でつかまえて」2009年8月10日第1刷発行（7月31日発売[23]）、ISBN 978-4-08-601315-4
  21. 「白い翼を継ぐ絆」2009年11月10日第1刷発行（10月30日発売[24]）、ISBN 978-4-08-601345-1
  22. 「愛しき人へ十二夜の祈りを」2010年5月10日第1刷発行（4月27日発売[25]）、ISBN 978-4-08-601402-1
  23. 「永久の想いを旋律にのせて」2010年8月10日第1刷発行（7月30日発売[26]）、ISBN 978-4-08-601432-8
  24. 「愛の輝石を忘れないで」2010年12月10日第1刷発行（12月1日発売[27]）、ISBN 978-4-08-601471-7
  25. 「あなたへ導く海の鎖」2011年3月10日第1刷発行（3月1日発売[28]）、ISBN 978-4-08-601500-4
  26. 「情熱の花は秘せない」2011年6月10日第1刷発行（6月1日発売[29]）、ISBN 978-4-08-601528-8
  27. 「真実の樹下で約束を」2011年10月10日第1刷発行（9月30日発売[30]）、ISBN 978-4-08-601565-3
  28. 「恋よりもおだやかに見つめて」2012年1月10日第1刷発行（2011年12月27日発売[31]）、ISBN 978-4-08-601594-3
  29. 「オーロラの護りを胸に」2012年4月10日第1刷発行（3月30日発売[32]）、ISBN 978-4-08-601622-3
  30. 「祝福の子か夜の使者か」2012年9月10日第1刷発行（8月31日発売[33]）、ISBN 978-4-08-601662-9
  31. 「祈りよアルビオンの高みに届け」2013年1月10日第1刷発行（2012年12月28日発売[34]）、ISBN 978-4-08-601691-9
  32. 「白い丘に赤い月満ちて」2013年4月10日第1刷発行（3月30日発売[35]）、ISBN 978-4-08-601713-8
  33. 「新たなるシルヴァンフォードにて」2014年1月10日第1刷発行（2013年12月27日発売[36]）、ISBN 978-4-08-601776-3

### 文庫未収録
- 「伯爵家執事の新たな決意」 / 2009年 『Cobalt』抽選カレンダー 収録
- 「レイヴンの日記」 / コバルト2010夏のLOVE4フェア冊子収録（2013年サイン会にて再配布）
- 「もう少し、やさしい夢の中で」 / 『Cobalt』2012年11月号 定期購読特典書き下ろしプチノベル
- 「ファーストキスの贈り物」 / ありがとサマー2012 BOOK
- 「鈍感なきみとぼく」 / 『Cobalt』2013年1月号 応募者全員サービスドラマCD コバルトスタァ7 Étoile ブックレット掲載
- 「よい子は早くおやすみなさい」 / 『Cobalt』2013年7月号 定期購読特典書き下ろしプチノベル
- 「悪夢の人形劇」 / 『Cobalt』2014年7月号 定期購読特典書き下ろしプチノベル

### 漫画
- 谷瑞恵（原作）・香魚子（作画） 『伯爵と妖精』 集英社〈マーガレットコミックス〉、全4巻
  1. 2008年11月25日発売[37]、ISBN 978-4-08-846359-9
  2. 2009年5月25日発売[38]、ISBN 978-4-08-846410-7
  3. 2010年1月25日発売[39]、ISBN 978-4-08-846491-6
  4. 2010年7月23日発売[40]、ISBN 978-4-08-846553-1

単行本未収録　
- 「日だまりの小悪魔、」 / コミックコバルト2010年10月号掲載
- 「伯爵家執事の新たな決意」 / コバルト2011年9月付録（文庫未収録作品のコミカライズ）

## テレビアニメ
2008年5月にテレビアニメ化が発表され、2008年10月から12月までAT-Xほかにて放送された。AT-Xでは本放送に先駆けて9月28日と10月4日に第1話の先行放送が行われた。

### スタッフ
- 原作 - 谷瑞恵（集英社「コバルト文庫」）[3]
- キャラクター原案 - 高星麻子[3]
- 監督 - そ〜とめこういちろう[3]
- シリーズ構成 - 長尾徳子[3]
- キャラクターデザイン - 藤井まき[3]
- 美術監督 - 宮前光春[3]
- 色彩設計 - 西尾梨香[3]
- 撮影監督 - 菊池達也[3]
- 編集 - 村井秀明[3]
- 音響監督 - たなかかずや[3]
- 音楽 - 五木田岳彦[3]
- プロデューサー - 笹木理加[3]、高取昌史[3]、山崎明日香[3]
- アニメーション制作 - アートランド[3]
- 製作 - アシェンバート伯爵家

### 主題歌
オープニングテーマ「FEELING」
作詞・作曲 - SHIGERU / 編曲 - 田中繁之、AciD FLavoR / 歌 - AciD FLavoR
エンディングテーマ「my fairy」
作詞 - KAB. / 作曲 - UZA / 編曲 - 清水永之 / 歌 - エドガー・J・C・アシェンバート（緑川光）

### 各話リスト
| 話数   | サブタイトル               | 絵コンテ             | 演出       | 作画監督                              | 総作画監督         |
| ------ | -------------------------- | -------------------- | ---------- | ------------------------------------- | ------------------ |
| 第1話  | あいつは優雅な大悪党       | そ〜とめこういちろう | 古川政美   | 小美戸幸代、吉田咲子                  | 藤井まき、森前和也 |
| 第2話  | 僕の妖精                   | 福冨博               | 古谷田順久 | 牧内ももこ、山崎正和                  | 藤井まき、塩川貴史 |
| 第3話  | メロウの島                 | 宮下新平             | 又野弘道   | 阿部恵美子、山崎展義 青井清年         | 藤井まき、森前和也 |
| 第4話  | 貴族の義務                 | そ〜とめこういちろう | 嵯峨敏     | 山本美佳、関口雅浩 西野理恵、吉田咲子 | 藤井まき、塩川貴史 |
| 第5話  | 妖精女王の花婿             | 高柳哲司             | 筑豊太郎   | 長谷川亨雄                            | 藤井まき           |
| 第6話  | 白い弓 朱い弓              | 又野弘道             | 松浦錠平   | 高野和史、鳥山冬美                    | 藤井まき、塩川貴史 |
| 第7話  | プロポーズはお手やわらかに | 石踊宏               | 古川政美   | 斎藤美香、吉田咲子                    | 藤井まき、森前和也 |
| 第8話  | 涙の秘密をおしえて         | 宮崎なぎさ           | 古谷田順久 | 山崎正和                              | 藤井まき、塩川貴史 |
| 第9話  | バンシーの記憶             | 高柳哲司             | 又野弘道   | 阿部恵美子                            | 藤井まき、森前和也 |
| 第10話 | 残された時間               | 高柳哲司             | 工藤寛顕   | 依田正彦、島田さとし 関口雅浩         | 藤井まき、塩川貴史 |
| 第11話 | ふたりの青騎士伯爵         | 宮崎なぎさ           | 矢花馨     | 高野和史、鳥山冬美                    | 藤井まき、森前和也 |
| 第12話 | 伯爵と妖精                 | そ〜とめこういちろう | 古川政美   | 山崎正和、吉田咲子 小美戸幸代         | 藤井まき、塩川貴史 |

### 放送局
| 放送地域 | 放送局     | 放送期間                  | 放送日時           | 放送系列       |
| -------- | ---------- | ------------------------- | ------------------ | -------------- |
| 千葉県   | チバテレビ | 2008年10月7日 - 12月23日  | 火曜 25:15 - 25:45 | 独立UHF局      |
| 埼玉県   | テレ玉     | 2008年10月7日 - 12月23日  | 火曜 25:30 - 26:00 | 独立UHF局      |
| 埼玉県   | テレ玉     | 2009年6月4日 - 8月21日    | 木曜 24:30 - 25:00 | 独立UHF局      |
| 神奈川県 | tvk        | 2008年10月8日 - 12月24日  | 水曜 25:15 - 25:45 | 独立UHF局      |
| 京都府   | KBS京都    | 2008年10月9日 - 12月25日  | 木曜 26:00 - 26:30 | 独立UHF局      |
| 兵庫県   | サンテレビ | 2008年10月9日 - 12月25日  | 木曜 26:10 - 26:40 | 独立UHF局      |
| 愛知県   | テレビ愛知 | 2008年10月9日 - 12月25日  | 木曜 26:28 - 26:58 | テレビ東京系列 |
| 日本全域 | AT-X       | 2008年10月10日 - 12月26日 | 金曜 10:00 - 10:30 | CS放送         |
| 日本全域 | GyaO       | 2008年10月31日 -          | 金曜 更新          | ネット配信     |

### DVD
| 巻  | 発売日         | 規格品番   |
| --- | -------------- | ---------- |
| 1   | 2008年12月26日 | PCBE-53201 |
| 2   | 2009年1月30日  | PCBE-53202 |
| 3   | 2009年2月27日  | PCBE-53203 |
| 4   | 2009年4月1日   | PCBE-53204 |
| 5   | 2009年4月24日  | PCBE-53205 |
| 6   | 2009年5月29日  | PCBE-53206 |
| BOX | 2010年11月26日 | PCBE-63238 |

### Webラジオ
『Webラジオ「伯爵と妖精」〜ニコの妖精お茶会〜』がアニメイトTVにて2008年10月10日から12月19日までの隔週金曜日に配信された。パーソナリティは優希比呂。
ゲスト
- 10月：緑川光（エドガー・J・C・アシェンバート役）
- 11月：杉田智和（レイヴン役）
- 12月：神谷浩史（ポール・ファーマン役）

## ゲーム
PlayStation 2用ゲーム『伯爵と妖精〜夢と絆に想いを馳せて〜』が5pb.から2009年4月30日に発売された。ジャンルは恋愛&ファンタジーアドベンチャー。

### 主題歌（ゲーム）
オープニングテーマ
Kiss for you
作詞：KAB. / 作曲：UZA / 編曲：清水永之 / 歌：エドガー（CV：緑川光）
エンディングテーマ
Eyes on you
作詞・作曲：SHIGERU / 編曲：AciD FLavoR・田中繁之 / 歌：AciD FLavoR